# Wybory parlamentarne w Indonezji w 2014 roku
Wybory parlamentarne w Indonezji w 2014 roku odbyły się 9 kwietnia. Głosowanie dla obywateli Republiki Indonezji mieszkających poza granicami kraju odbyło się 5 i 6 kwietnia. Uprawnionych do głosowania było ok. 190 mln obywateli, którzy wybierali 560 deputowanych do Ludowej Izby Reprezentantów oraz 136 deputowanych do Regionalnej Rady Reprezentantów. Tego samego dnia odbyły się również wybory do samorządów lokalnych. 

## Ugrupowania które wzięły udział w wyborach
Spośród 46 partii politycznych które zarejestrowały swoje listy, jedynie 12 partii (oraz 3 partie z prowincji Aceh) uzyskało zgodę na rejestrację od Generalnej Komisji Wyborczej (Komisi Pemilihan Umum). Ostatecznie udział w wyborach wzięły następujące ugrupowania polityczne: 

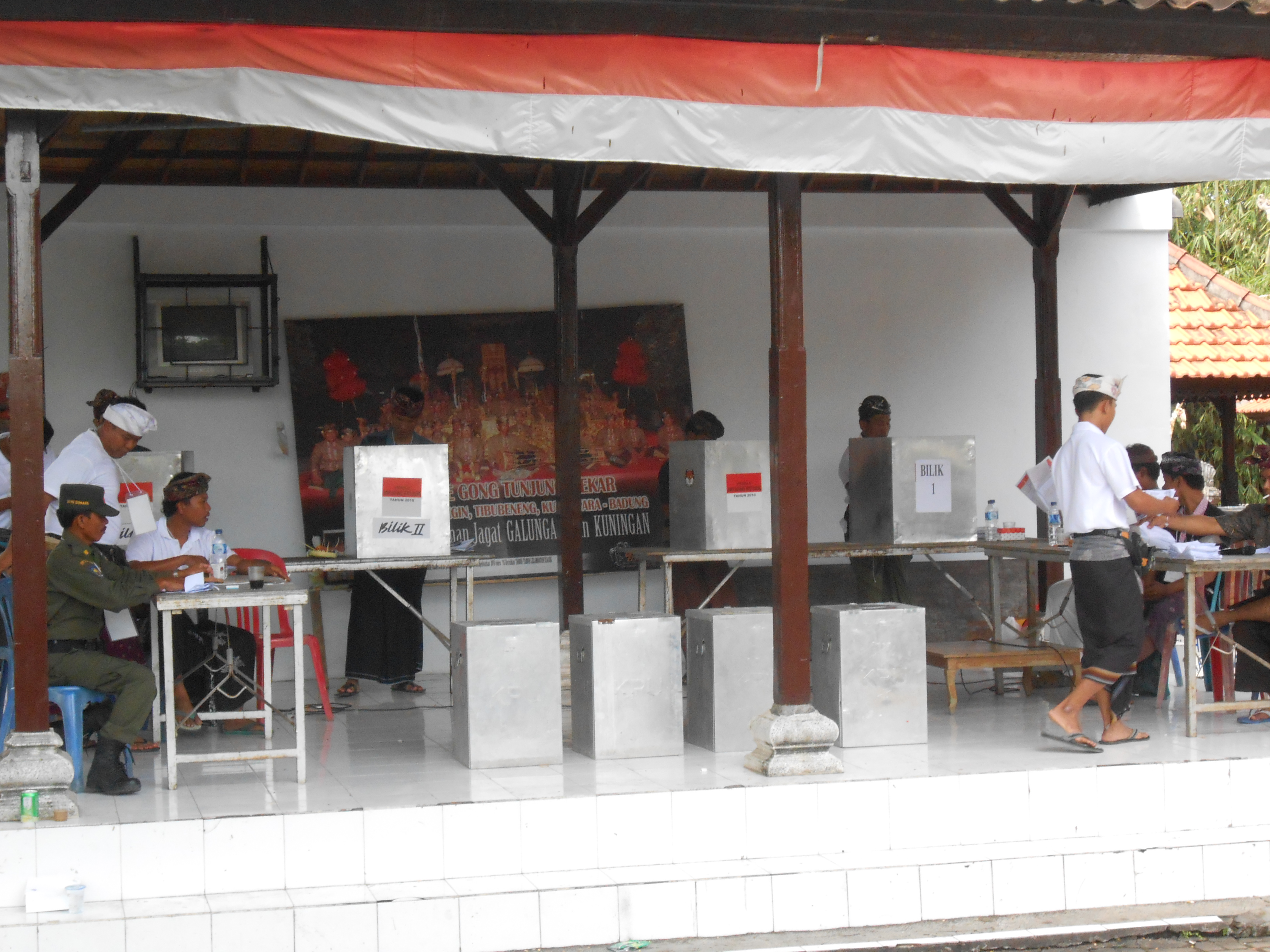
Jeden z punktów wyborczych

- Partia Narodowo-Demokratyczna (Partai Nasional Demokrat)
- Partia Przebudzenia Narodowego (Partai Kebangkitan Bangsa)
- Partia Prosperującej Sprawiedliwości (Partai Keadilan Sejahtera)
- Demokratyczna Partia Indonezji – Walka (Partai Demokrasi Indonesia Perjuangan)
- Golkar (Partai Golongan Karya, Golkar)
- Gerindra (Partai Gerakan Indonesia Raya, Gerindra)
- Partia Demokratyczna (Partai Demokrat)
- Partia Mandatu Narodowego (Partai Amanat Nasional)
- Zjednoczona Partia na rzecz Rozwoju (Partai Persatuan Pembangunan)
- Partia Świadomości Narodu (Partai Hati Nurani Rakyat, Partai Hanura)
- Partia Acehu (Partai Aceh)
- Partia Pokoju Acehu (Partai Damai Aceh)
- Partia Narodowa Acehu (Partai Nasional Aceh)
- Partia Półksiężyca (Partai Bulan Bintang)
- Indonezyjska Partia Sprawiedliwości i Jedności (Partai Keadilan dan Persatuan Indonesia)

## Wyniki wyborów do Izby Reprezentantów[3]
| Partia polityczna | Partia polityczna                              | Głosy       | %      | Mandaty | Zmiana |
| ----------------- | ---------------------------------------------- | ----------- | ------ | ------- | ------ |
|                   | Demokratyczna Partia Indonezji – Walka         | 23 681 471  | 18,95% | 109     | +15    |
|                   | Golkar                                         | 18 432 312  | 14,75% | 91      | -15    |
|                   | Gerindra                                       | 14 760 371  | 11,81% | 73      | +47    |
|                   | Partia Demokratyczna                           | 12 728 913  | 10,19% | 61      | -87    |
|                   | Partia Mandatu Narodowego                      | 9 481 621   | 7,59%  | 49      | +3     |
|                   | Partia Przebudzenia Narodowego                 | 11 298 957  | 9,04%  | 47      | +19    |
|                   | Partia Prosperującej Sprawiedliwości           | 8 480 204   | 6,79%  | 40      | -17    |
|                   | Zjednoczona Partia na rzecz Rozwoju            | 8 157 488   | 6,53%  | 39      | +1     |
|                   | Partia Narodowo-Demokratyczna                  | 8 402 812   | 6,72%  | 35      |        |
|                   | Partia Świadomości Narodu                      | 6 579 498   | 5,26%  | 36      | -1     |
|                   | Partia Półksiężyca i Gwiazdy                   | 1 825 750   | 1,46%  | 0       |        |
|                   | Indonezyjska Partia Sprawiedliwości i Jedności | 1 143 094   | 0,91%  | 0       |        |
|                   | Głosy nieważne i puste                         | 14 601 436  | 7,86%  | –       | –      |
|                   | Razem                                          | 139 573 927 | 100    | 560     | –      |